# Kevin R. Kregel
Kevin Richard Kregel (* 16. September 1956 in New York City, New York) ist ein ehemaliger US-amerikanischer Astronaut.

## Ausbildung
Kregel erhielt 1978 einen Bachelor in Raumfahrttechnik von der United States Air Force Academy und 1988 einen Master in Öffentlicher Verwaltung von der Troy State University.
Bei der US Air Force machte Kregel 1979 seinen Pilotenschein. Von 1980 bis 1983 war er als F-111-Pilot auf dem Flugfeld Lakenheath in England stationiert. Als Austauschoffizier flog er die A-6E auf dem Navy-Stützpunkt Whidbey Island in Seattle und absolvierte 66 Flugzeugträgerlandungen auf der Kitty Hawk im Westpazifik. Nach seiner Ausbildung zum Testpiloten erprobte er verschiedene Flugzeug- und Waffensysteme auf der Eglin Air Force Base in Florida.

## Astronautentätigkeit
Im April 1990 wurde er von der NASA als Luft- und Raumfahrtingenieur und Pilotenausbilder angestellt. Auf dem Flughafen Ellington Field arbeitete er als Pilotenausbilder mit den Shuttle Training Aircraft und testete Verbesserungen am T-38-Jet der NASA.
Im März 1992 wurde Kregel von der NASA als Astronautenanwärter ausgewählt und zum Space-Shuttle-Piloten ausgebildet. Er war Mitglied der Unterstützungsmannschaften am Kennedy Space Center und arbeitete als Verbindungssprecher (Capcom). Er war Mitglied des Space Launch Initiative Project am Engineering Directorate am Johnson Space Center.

### STS-70
Am 13. Juli 1995 startete Kregel als Pilot der Raumfähre Discovery zu seiner ersten Mission ins All. Hauptaufgabe war das Aussetzen des Relaissatelliten TDRS-G.

### STS-78
Bei seinem zweiten Einsatz flog Kregel am 20. Juni 1996 mit der Raumfähre Columbia zu dem bis dahin längsten Flug eines Space Shuttles (16d 21h 48min). Aufgabe waren Schwerelosigkeitsexperimente im Life and Microgravity Spacelab (LMS), die als Grundlage für zukünftige Experimente auf der Internationalen Raumstation (ISS) benötigt wurden.

### STS-87
Am 19. November 1997 startete Kregel als Kommandant der Columbia zur Spacelab-Mission „United States Microgravity Payload 4“. Dabei führten die beiden Missionsspezialisten Winston Scott und Takao Doi zwei Weltraumausstiege (EVAs) durch. Bei der ersten EVA fingen sie den zu Beginn des Fluges ausgesetzten Forschungssatelliten SPARTAN ein, der in ein unkontrolliertes Taumeln geraten war. Außerdem erprobte man erstmals die sogenannte AERCam, eine etwa 40 Zentimeter große Kugel, die mit einem Lageregelungs- und einem Kamerasystem ausgestattet, schwer zugängliche Strukturen erkunden kann. Scott ließ ihn aus der Nutzlastbucht schweben und Steven Lindsey kontrollierte AERCam mittels Fernbedienung vom Cockpit aus.

### STS-99
Am 11. Februar 2000 flog Kregel als Kommandant des Space Shuttles Endeavour zur sogenannten Shuttle Radar Topography Mission. Dabei kartografierte er mittels Radar 80 Prozent der Landmasse der Erde. Zwei Radarsysteme (eines in der Nutzlastbucht des Shuttles, das andere an einem 60 Meter langen Mast montiert) tasteten die Erdoberfläche ab. Das Resultat war ein digitales dreidimensionales Modell der Erde von bisher nicht gekannter Genauigkeit. Um ein Arbeiten rund um die Uhr zu ermöglichen, war die sechsköpfige Besatzung in zwei Teams aufgeteilt, die im 12-Stunden-Betrieb arbeiteten. Kregel bildete mit den Missionsspezialisten Janet L. Kavandi und Gerhard Thiele das rote Team.

## Nach der NASA
Zurzeit ist er Pilot bei Southwest Airlines.

## Privates
Kevin Kregel ist verheiratet und hat vier Kinder.